# Parque dos Manguezais

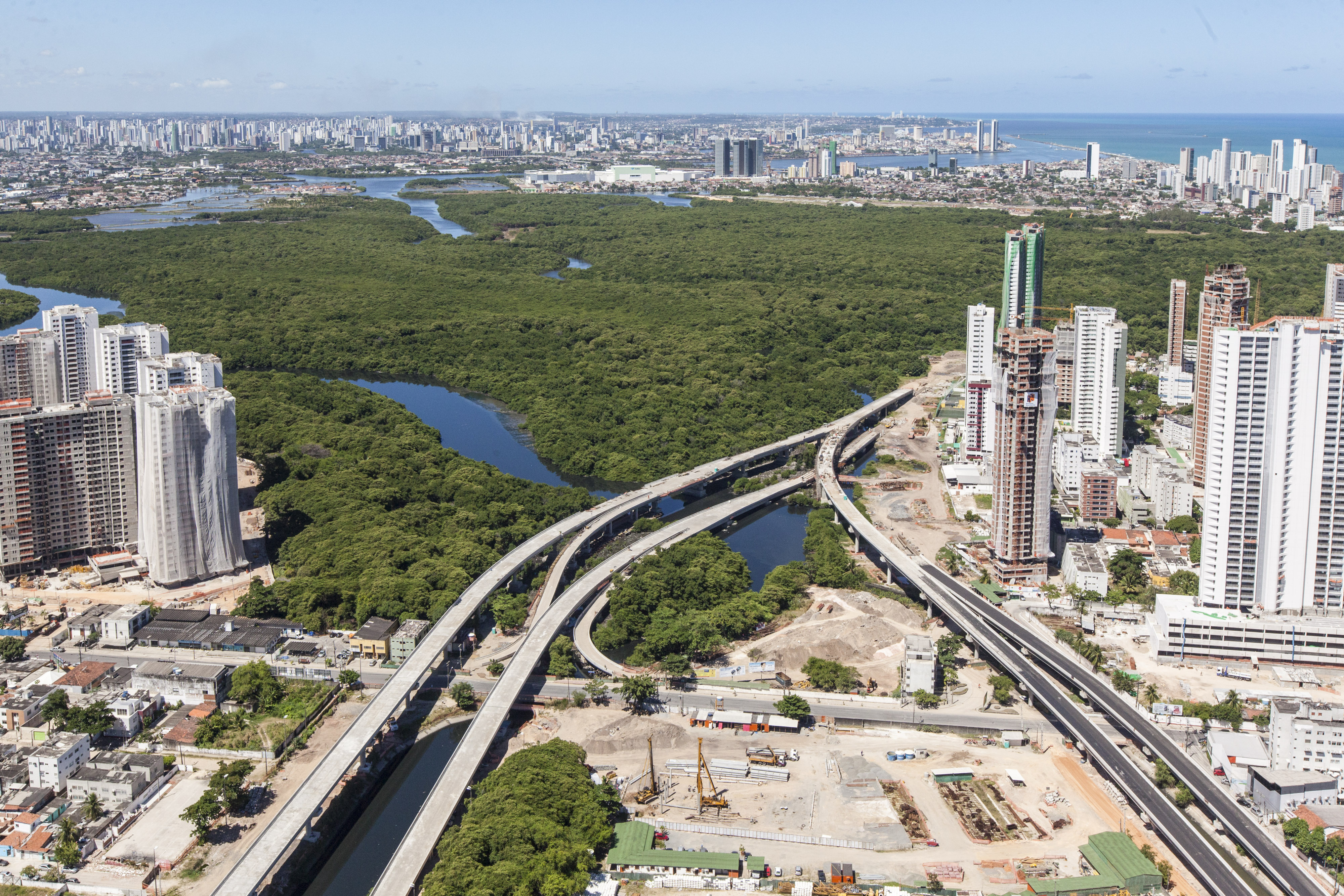
O Parque dos Manguezais, situado na Zona Sul do Recife, é a maior reserva de mangue em área urbana da América.

O Parque dos Manguezais é uma zona especial de proteção ambiental (ZEPA) situada na cidade brasileira do Recife, em Pernambuco, no Brasil. Tem 215 hectares de área e é patrimônio da Marinha do Brasil.
Sua localização é bastante central na capital pernambucana, estando entre os bairros do Pina, Boa Viagem e Imbiribeira, sendo atravessado pelos rios Jordão e Pina.
Dentro do manguezal há três ilhas: Ilha de Deus, Ilha de São Simão e a Ilha das Cabras.